# Мэри-д’Исси (станция метро)
Мэри́-д’Исси́ (фр. Mairie d'Issy) — станция линии 12 Парижского метрополитена, расположенная в коммуне Исси-ле-Мулино и получившая своё название по расположенной поблизости мэрии данной коммуны.

## История
- Станция открылась 24 марта 1934 года в конце пускового участка Порт-де-Версаль — Мэри д’Исси, ставшего первым участком линии 12, запущенным в эксплуатацию после перехода линии в собственность CMP.
- Пассажиропоток по станции по входу в 2011 году, по данным RATP, составил 4 194 027 человек[2]. В 2013 году этот показатель вырос до 4 322 511 пассажиров (111 место по уровню входного пассажиропотока в Парижском метро)[3].

## Конструкция и оформление
- Лестничные сходы станции оформлены в стиле, применявшемся CMP в 1930-х годах, и прошли реновацию в 2000-е годы.
- Сама станция сооружена по типовому парижскому проекту односводчатой станции мелкого заложения с боковыми платформами. В конце 1980-х годов плитка, которой выложены стены, была заменена на новую в стиле «Ouï-dire».

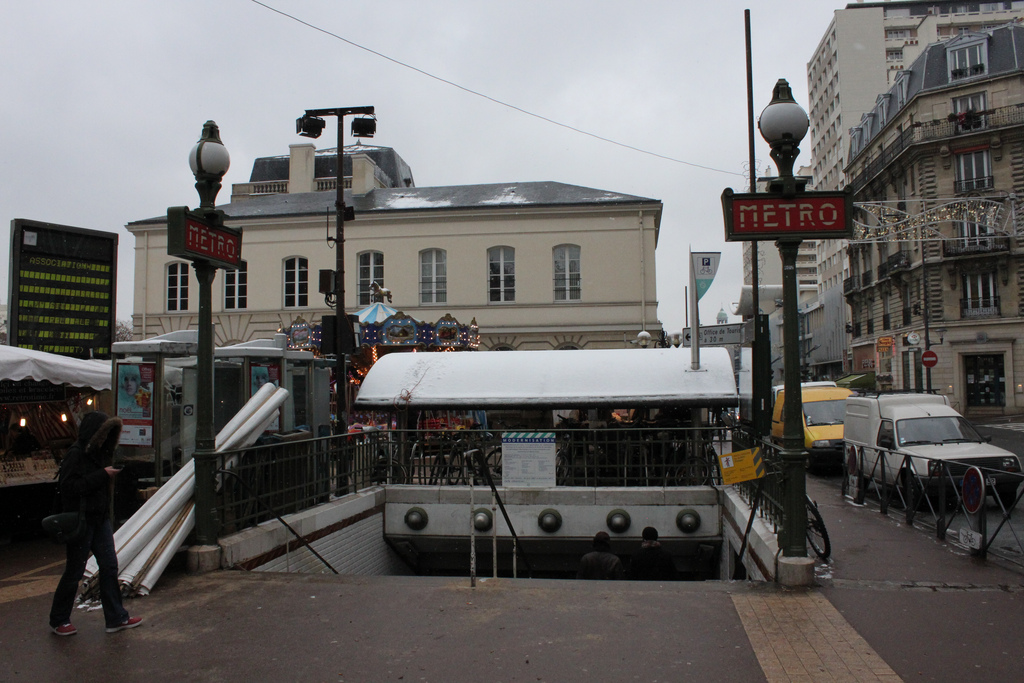
Лестничный сход
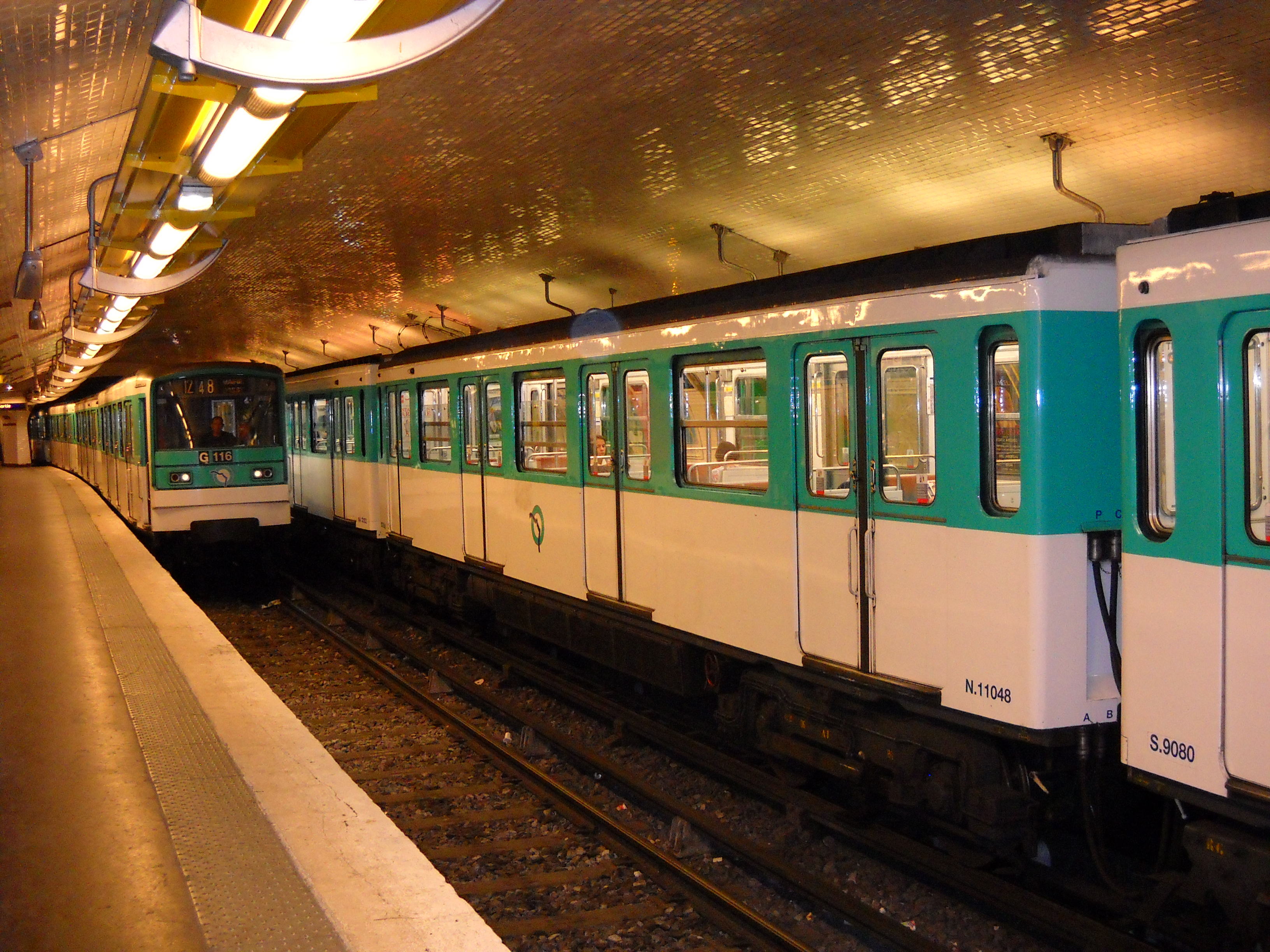
Поезда серии MF 67 (сентябрь 2009)

## Путевое развитие
К северо-востоку от станции располагается пошёрстный съезд, а к юго-западу — трёхпутный тупик с продолжениями путей для отстоя составов.